# Liste der Biografien/Klem
Liste der Biografien |
Portal Biografien |
Personensuche
# |
A |
B |
C |
D |
E |
F |
G |
H |
I |
J |
K |
L |
M |
N |
O |
P |
Q |
R |
S |
T |
U |
V |
W |
X |
Y |
Z |
?
 
Ka |
Kb |
Kc |
Kd |
Ke |
Kf |
Kg |
Kh |
Ki |
Kj |
Kl |
Km |
Kn |
Ko |
Kp |
Kr |
Ks |
Kt |
Ku |
Kv |
Kw |
Ky |
Kx |
Kz
 
Kla |
Kld |
Kle |
Kli |
Klj |
Klo |
Klu |
Kly
 
Klea |
Kleb |
Klec |
Kled |
Klee |
Klef |
Kleg |
Kleh |
Klei |
Klej |
Klek |
Klem |
Klen |
Kleo |
Klep |
Kler |
Kles |
Klet |
Kleu |
Klev |
Klew |
Kley |
Klez
Die Liste der Biografien führt alle Personen auf, die in der deutschsprachigen Wikipedia einen Artikel haben. Dieses ist eine Teilliste mit 229 Einträgen von Personen, deren Namen mit den Buchstaben „Klem“ beginnt.

## Klem
- Klem, Christian (* 1991), österreichischer Fußballspieler
- Klem, Ernesto (* 2001), niederländischer Eishockeyspieler
- Klem, Harald (1884–1954), dänischer Turner und Schwimmer
- Klem, Theodor (1889–1963), norwegischer Ruderer

### Klema
- Kleman, Anna (1862–1940), schwedische Frauenrechtsaktivistin und Pazifistin
- Klemann, Josef (1871–1960), deutscher Geistlicher, Apostolischer Vikar von Groß-Namaland
- Klemann, Jürgen (* 1944), deutscher Rechtsanwalt, Politiker (CDU), MdA
- Klemann, Manfred (* 1953), deutscher Verleger und Unternehmer
- Klemantaski, Louis (1907–2001), britischer Fotograf und Automobilrennfahrer

### Klemb
- Klembowski, Wladislaw Napoleonowitsch (1860–1921), russischer General der Infanterie

### Kleme
- Klemen, Ingo (* 1986), österreichischer Fußballspieler und Unternehmer
- Klemenčič, Anita (* 1996), slowenische Skilangläuferin
- Klemenčič, Ignaz (1853–1901), österreichischer Physiker
- Klemenčič, Jakob (* 2002), slowenischer Radrennfahrer
- Klemenčič, Janez (* 1971), slowenischer Ruderer
- Klemenčič, Jože (* 1962), jugoslawischer Skilangläufer
- Klemenčič, Polona (* 1997), slowenische Biathletin
- Klemenčič, Valentina (* 2002), slowenische Handballspielerin
- Klemenčič, Živa (* 2001), slowenische Biathletin
- Klemenčič, Zoran (* 1976), slowenischer Radrennfahrer
- Klemens, Jonas (* 1994), deutscher Grasskiläufer
- Klemens, Jozef Božetech (1817–1883), slowakischer Maler
- Klemens, Letícia da Silva (* 1972), mosambikanische Unternehmerin und Politikerin (FRELIMO)
- Klemens, Pascal (* 2005), deutscher Fußballspieler
- Klemenschits, Daniela (1982–2008), österreichische Tennisspielerin
- Klemenschits, Sandra (* 1982), österreichische Tennisspielerin
- Klemensen, Anita (* 1977), dänische Köchin
- Klemensiewicz, Rudolf (1848–1922), österreichischer Pathologe
- Klemensiewicz, Zygmunt (1886–1963), polnischer Physiker, Physikochemiker und Bergsteiger
- Klement, Anton Josef (1701–1783), Hofkontrollor von Kaiserin Elisabeth
- Klement, Bernhard (1888–1945), deutscher römisch-katholischer Geistlicher und Märtyrer
- Klement, Erich Peter (* 1949), österreichischer Mathematiker und Hochschullehrer
- Klement, Ernst (1914–2002), deutscher Hammerwurf-Trainer
- Klement, Herbert H. (* 1949), deutscher Theologe, Professor für Altes Testament, evangelischer Theologe
- Klement, Jan Henrik (* 1975), deutscher Jurist und Hochschullehrer
- Klement, Johann Michael (1689–1720), ungarischer Diplomat und Intrigant
- Klement, Karlheinz (* 1963), österreichischer Politiker (FPÖ), Abgeordneter zum Nationalrat
- Klement, Katharina (* 1963), österreichische Komponistin und Pianistin
- Klement, Martina (* 1980), deutsche Verwaltungsjuristin und politische BeamtinMartina Klement (* 1980)

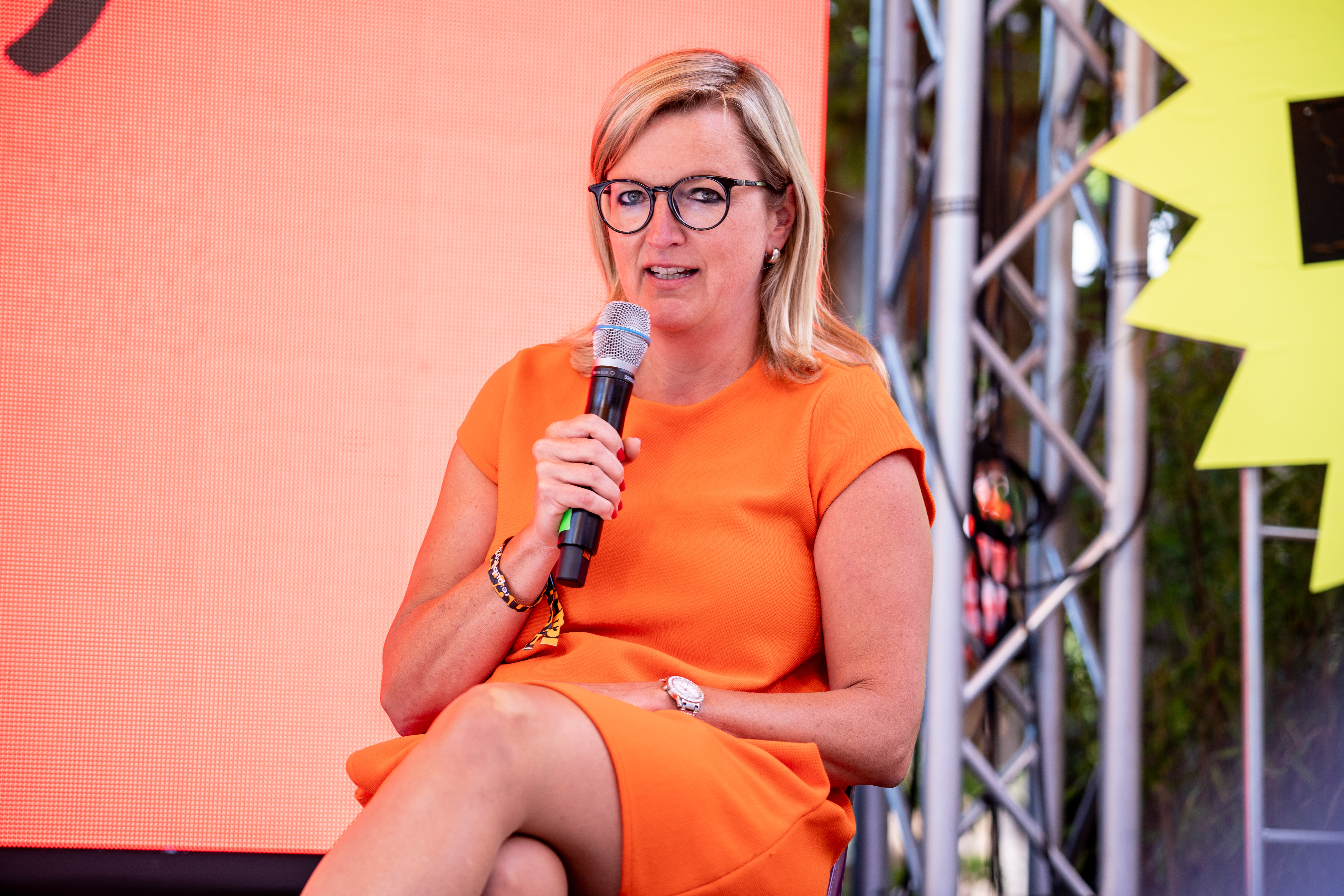
Martina Klement (* 1980)

- Klement, Oscar (1897–1980), deutscher Lichenologe
- Klement, Otto (1891–1983), mährisch-österreichischer Schauspielagent, Autor und Filmproduzent
- Klement, Peter (* 1959), deutscher Brigadegeneral der Bundeswehr
- Klement, Philipp (* 1992), deutscher Fußballspieler
- Klement, Ralf (* 1950), deutscher Maler und Bildhauer
- Klement, Robert (* 1949), österreichischer Schriftsteller
- Klement, Rudolf (1908–1938), deutscher Kommunist und Sekretär Leo Trotzkis
- Klement, Thomas, deutscher Basketballspieler
- Klement, Udo (* 1936), deutscher Musikhistoriker und -kritiker
- Klement, Václav (1868–1938), tschechischer Unternehmer und Gründer der Automobilfirma Škoda Auto
- Klementia von Habsburg († 1293), Titularkönigin von Ungarn, Mitglied des Hauses Habsburg
- Klementieff, Pom (* 1986), französische SchauspielerinPom Klementieff (* 1986)

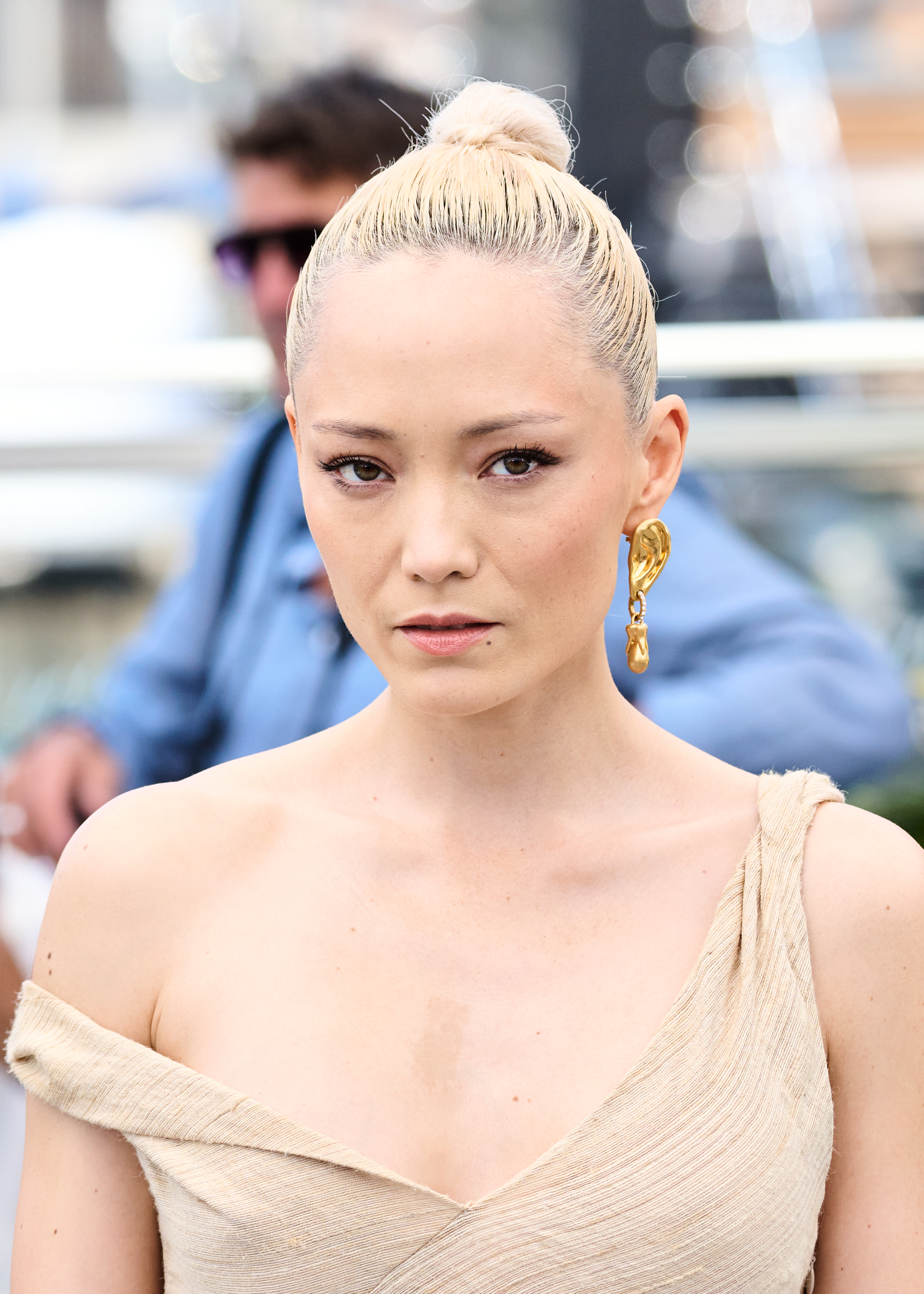
Pom Klementieff (* 1986)

- Klementine von Ungarn (1293–1328), Königin von Frankreich (1315–1316), zweite Ehefrau Ludwigs X. von Frankreich
- Klementinowski, Josef (1922–2010), russischer Rundfunkmoderator
- Klementjevs, Ivans (* 1960), lettischer Kanute
- Klementjew, Anton Sergejewitsch (* 1990), russischer Eishockeyspieler
- Klementová, Barbora (* 1994), slowakische Skilangläuferin
- Klementovic, Roman (* 1982), österreichischer Autor
- Klementz, Dmitri Alexandrowitsch (1847–1914), russischer Zentralasienforscher, Anthropologe und Archäologe
- Klementz, Thomas, deutscher Sportmoderator
- Klemenz, Franziska (* 1992), deutsche Journalistin
- Klemenz, Karl (1899–1971), österreichischer Richter und Politiker (VdU), Mitglied des Bundesrates
- Klemenz, Lukas (* 1995), polnischer Fußballspieler
- Klemer, Almuth (1924–2022), deutsche Chemikerin
- Klemes, Vit (1932–2010), tschechisch-kanadischer Hydrologe
- Klemet, Oliver (* 2002), deutscher Freiwasserschwimmer
- Klemetsen, Håvard (* 1979), norwegischer Nordischer Kombinierer
- Klemetsen, Ole (* 1971), norwegischer Boxer
- Klemetti, Anneli (1934–2020), finnische Schwimmerin
- Klemettinen, Jimi (* 2005), finnischer Biathlet und Skilangläufer
- Klemeyer, Ernst (1904–1992), deutscher Verwaltungsjurist und Kommunalbeamter
- Klemeyer, Hermann (1943–2012), deutscher Flötist und Musikpädagoge

### Klemi
- Klemig, Herbert (1918–2000), deutscher Fußballspieler, Fußballtrainer und -lehrer

### Klemk
- Klemke, Fritz (1902–1932), deutscher Arbeiter, Opfer des Nationalsozialismus
- Klemke, Gerold (1938–2014), deutscher Kommunalpolitiker
- Klemke, Laura (* 1981), deutsche Gitarristin
- Klemke, Olivia (* 1980), deutsche Schauspielerin
- Klemke, Werner (1917–1994), deutscher Grafiker
- Klemke-Stremlau, Gertrud (1913–1988), deutsche Malerin und Grafikerin

### Klemm
- Klemm, Alfred (1840–1897), deutscher evangelischer Theologe und Altertumsforscher
- Klemm, Alfred (1913–2013), deutscher Chemiker
- Klemm, Barbara (* 1939), deutsche FotografinBarbara Klemm (* 1939)

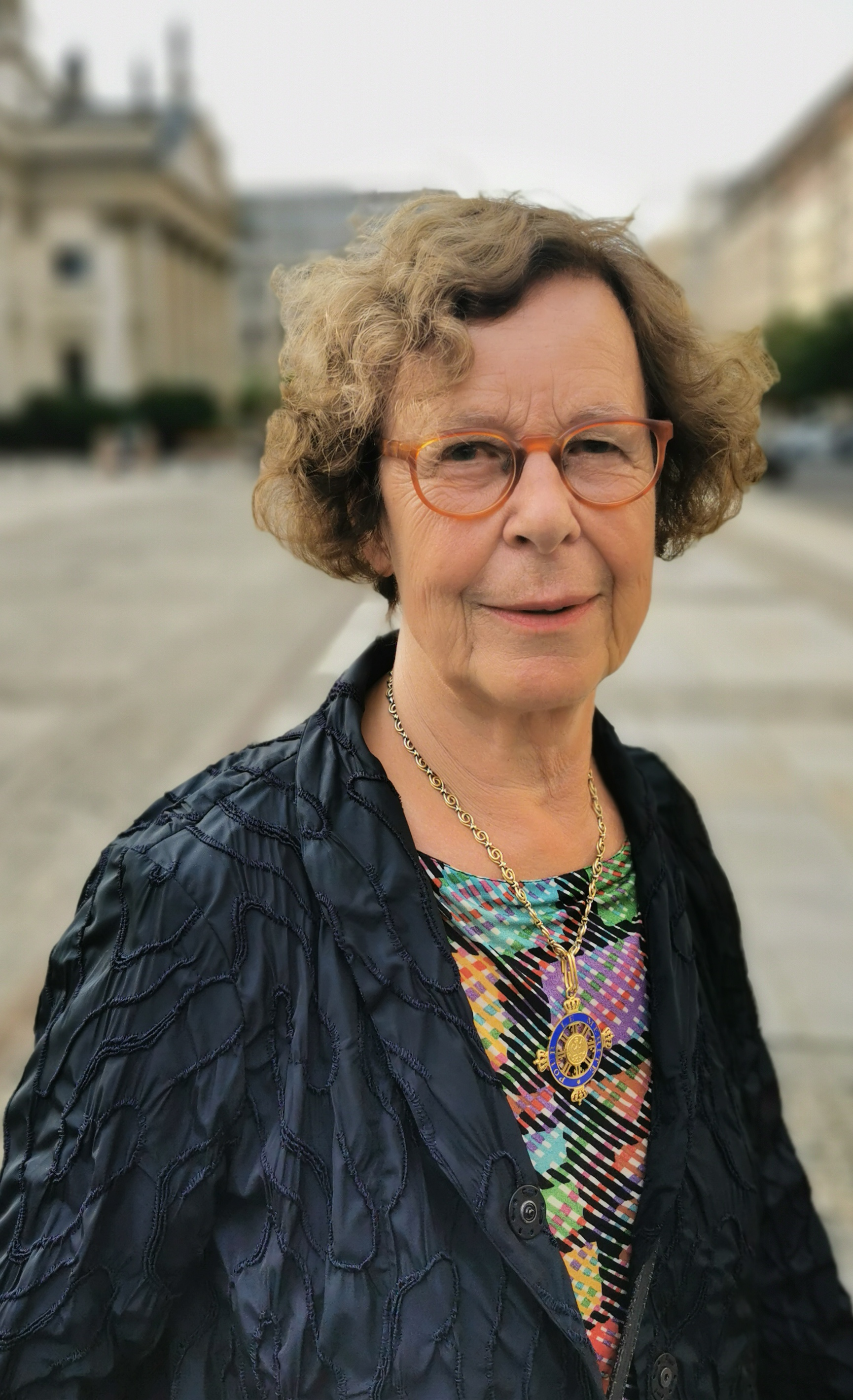
Barbara Klemm (* 1939)

- Klemm, Bernhard (1916–1995), deutscher Architekt, Denkmalpfleger und Hochschullehrer
- Klemm, Christian Gottlob (1736–1802), deutscher Dramatiker und Herausgeber von Wochenschriften
- Klemm, Conrad (1925–2010), Schweizer Flötist
- Klemm, Cornelius (1628–1682), sachsen-weißenfelsischer Bergbeamter und Bürgermeister
- Klemm, Dieter (* 1940), deutscher Parteifunktionär (CDU der DDR)
- Klemm, Dietrich (1933–2020), deutscher Geochemiker, Mineraloge und Archäometriker
- Klemm, Eberhardt (1929–1991), deutscher Musikwissenschaftler
- Klemm, Eduard (1838–1926), deutscher Rittergutsbesitzer und Politiker, MdR
- Klemm, Ekkehard (* 1958), deutscher Musiker und Dirigent
- Klemm, Elisabeth (* 1938), deutsche Kunsthistorikerin
- Klemm, Erich (* 1954), deutscher Betriebsratsvorsitzender
- Klemm, Erna (1892–1978), deutsche Verlegerstocher und -ehefrau sowie Lyrikerin
- Klemm, Federico Jorge (1942–2002), tschechisch-argentinischer Künstler, Sammler, Multiplikator und Kunstkritiker, Mäzen und Unternehmer
- Klemm, Franzjosef (1883–1959), deutscher Maler, Bildnismaler
- Klemm, Friedrich (1904–1983), deutscher Technikhistoriker
- Klemm, Friedrich Alfred (1855–1901), deutscher Kaufmann und Politiker, MdR
- Klemm, Fritz (1902–1990), deutscher Maler
- Klemm, Georg Adam (1902–1985), deutscher Kommunalpolitiker (CDU)
- Klemm, Gerhard (1928–2011), deutscher Geistlicher und Pastor im Bund Freikirchlicher Pfingstgemeinden sowie Musiker, Sänger und Liedermacher
- Klemm, Gernot (* 1965), deutscher Politiker (Die Linke), MdA
- Klemm, Gertraud (* 1971), österreichische SchriftstellerinGertraud Klemm (* 1971)

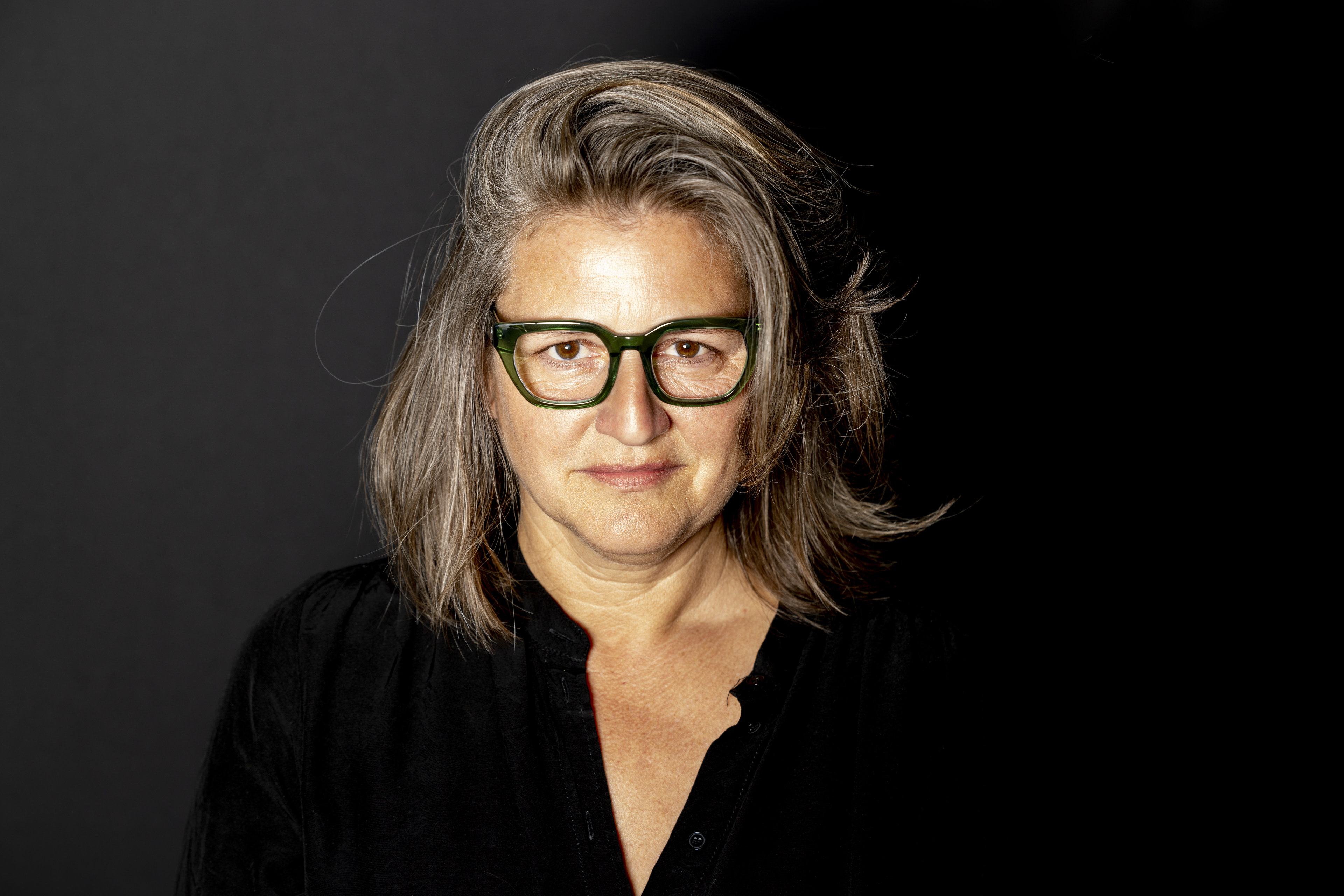
Gertraud Klemm (* 1971)

- Klemm, Günter (* 1929), deutscher Fußballspieler
- Klemm, Gustav (1858–1938), deutscher Geologe
- Klemm, Gustav Friedrich (1802–1867), deutscher Kulturhistoriker und Bibliothekar
- Klemm, Hannah (* 1993), deutsche Volleyballspielerin
- Klemm, Hanns (1885–1961), deutscher Ingenieur und Unternehmer
- Klemm, Hans (* 1928), deutscher Bahnmanager, Generaldirektor der Deutschen Reichsbahn
- Klemm, Hans G. (* 1958), US-amerikanischer Diplomat
- Klemm, Hans-Georg (* 1965), deutscher Sachbuchautor
- Klemm, Hans-Heinrich (1930–2008), deutscher Politiker (CDU), MdHB
- Klemm, Hansi (* 1951), deutscher Jazzsänger und Gitarrist
- Klemm, Heinrich (1819–1886), deutscher Schneider, Schriftsteller, Verlagsbuchhändler, Büchersammler und Mäzen
- Klemm, Heinrich Bethmann (1817–1900), deutscher Jurist
- Klemm, Heinrich Hermann (1816–1899), deutscher Jurist und Politiker, MdR
- Klemm, Heinz (1915–1970), deutscher Schriftsteller
- Klemm, Heinz (* 1926), deutscher Fußballtorwart
- Klemm, Helmut (1908–1969), deutscher Flottillenadmiral der Bundesmarine
- Klemm, Herbert (1903–1963), deutscher Staatssekretär im ReichsjustizministeriumHerbert Klemm (1903–1963)

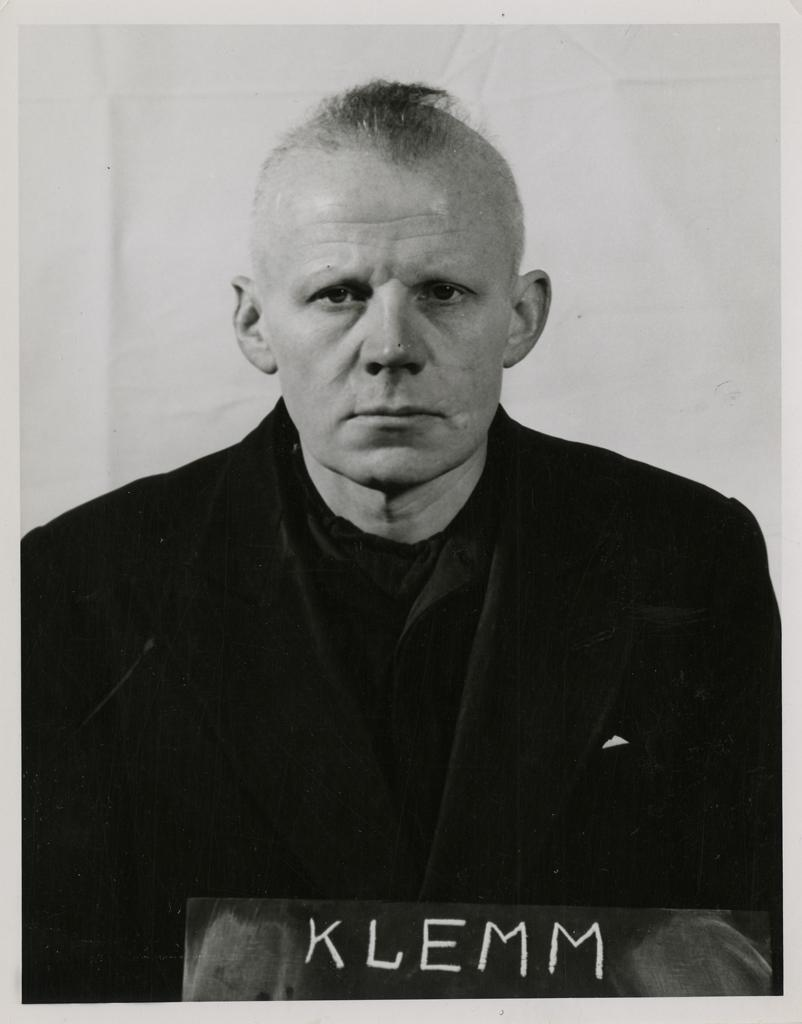
Herbert Klemm (1903–1963)

- Klemm, Hermann (1904–1983), deutscher lutherischer Theologe
- Klemm, Horst (1925–2011), deutscher Jugend- und Parteifunktionär (FDJ/SED)
- Klemm, Ina (* 1976), deutsche Politikerin (CDU)
- Klemm, Joachim (* 1959), deutscher Klarinettist und Musikpädagoge
- Klemm, Johann, deutscher Komponist, Organist und Musikverleger
- Klemm, Johann Christian (1688–1754), deutscher evangelischer Theologe, Philosoph und Philologe
- Klemm, Johann Conrad (1655–1717), deutscher lutherischer Theologe und Hochschullehrer
- Klemm, Johann Friedrich von (1793–1858), deutscher Politiker und Oberamtmann
- Klemm, Johann Georg († 1737), deutscher Verleger
- Klemm, Johann Heinrich, polnischer Architekt
- Klemm, Johanna (1856–1924), deutsche Schriftstellerin
- Klemm, Johannes (1889–1975), deutscher Schauspieler und Theaterinspizient
- Klemm, Jon (* 1970), kanadischer Eishockeyspieler und -trainer
- Klemm, Klaus (* 1942), deutscher Bildungswissenschaftler
- Klemm, Kurt (1894–1973), deutscher Jurist, Regierungspräsident in Münster und Generalkommissar in Shitomir
- Klemm, Lothar (* 1949), deutscher Politiker (SPD), MdL, Staatsminister
- Klemm, Lotte (1897–1989), deutsche Künstlerin und Kunsterzieherin
- Klemm, Ludwig (1917–1979), deutscher SS-Unterscharführer und im Zweiten Weltkrieg stellvertretender Kommandant des Ghettos Izbica
- Klemm, Matthias (* 1941), deutscher Maler und Grafiker
- Klemm, Matti (* 1975), deutscher Synchron- und HörbuchsprecherMatti Klemm (* 1975)

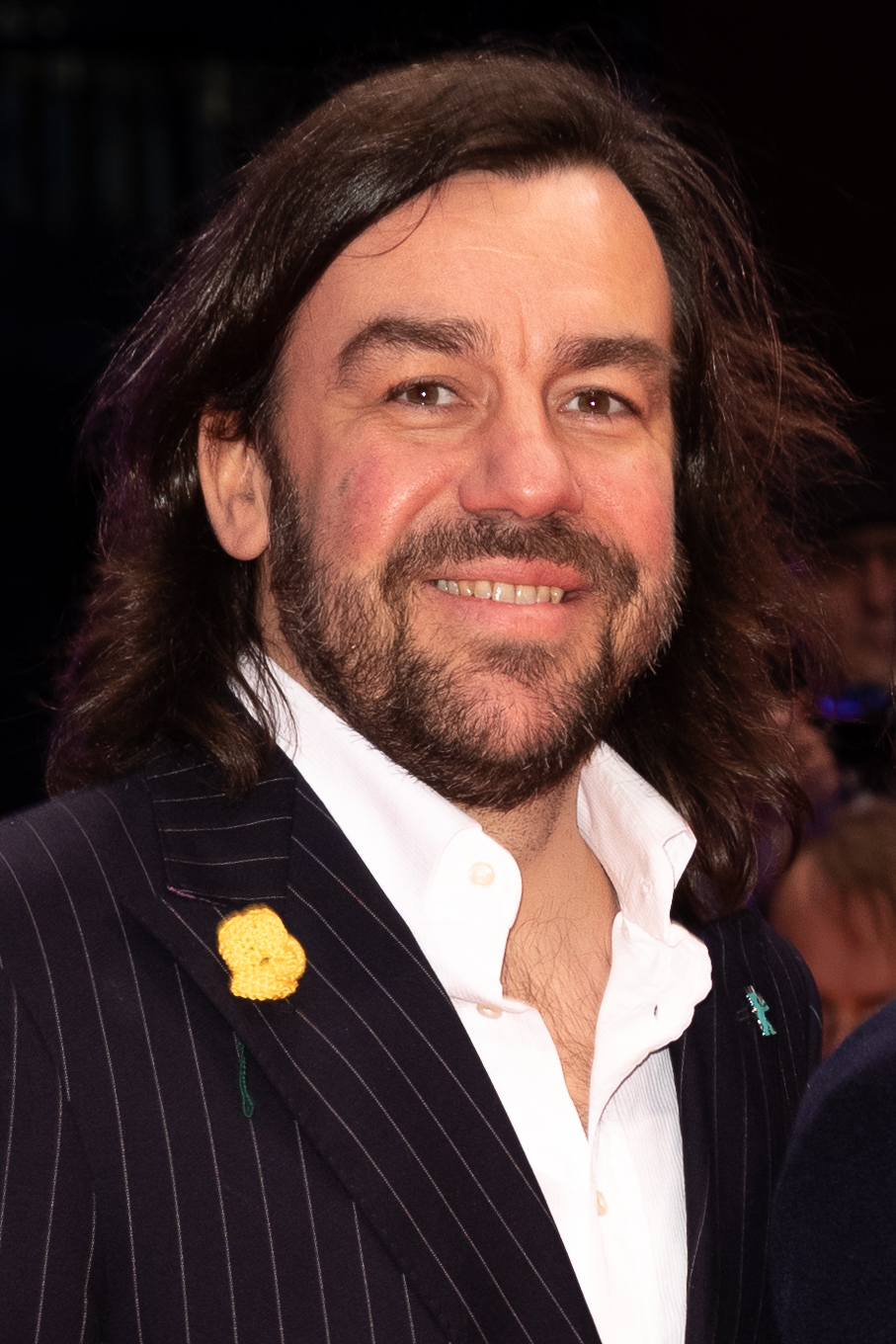
Matti Klemm (* 1975)

- Klemm, Michael (* 1953), deutscher Autor, Regisseur und Schauspieler
- Klemm, Michael (* 1965), deutscher Handballspieler
- Klemm, Otto (1884–1939), deutscher Philosoph, Psychologe und Hochschullehrer
- Klemm, Otto (* 1959), deutscher Geoökologe, Klimaforscher und Hochschullehrer
- Klemm, Peter (1919–1984), deutscher Autor
- Klemm, Peter (1928–2008), deutscher Verwaltungsjurist und Ministerialbeamter, Staatssekretär im Bundesministerium der Finanzen
- Klemm, Peter (* 1985), österreichischer Basketballspieler
- Klemm, Raphael (* 1989), deutscher Jazzmusiker
- Klemm, Reinhard (1946–2021), deutscher Zuhälter
- Klemm, Richard (1847–1938), deutscher Arzt
- Klemm, Richard (1902–1988), deutscher Cellist
- Klemm, Rosemarie (* 1938), deutsche Ägyptologin
- Klemm, Sibylle (* 1984), deutsche Säbelfechterin
- Klemm, Thomas (* 1961), deutscher Filmkomponist, Musikproduzent und Jazzmusiker
- Klemm, Thomas (* 1981), österreichischer Basketballspieler
- Klemm, Ulf-Dieter (* 1946), deutscher Diplomat, Autor und Übersetzer
- Klemm, Verena (* 1956), deutsche Orientalistin
- Klemm, Volker (1930–2018), deutscher Agrarhistoriker, MdV (NDPD)
- Klemm, Walter (* 1947), deutscher Fußballspieler
- Klemm, Walther (1883–1957), deutscher Maler, Grafiker und Illustrator
- Klemm, Werner (* 1948), deutscher Fußballspieler
- Klemm, Wilhelm (1881–1968), deutscher Verleger und Lyriker
- Klemm, Wilhelm (1896–1985), deutscher Chemiker und Wissenschaftsmanager
- Klemm, Willi (1892–1934), deutscher SA-Führer
- Klemm, Wojtek (* 1972), polnisch-deutscher Theaterregisseur
- Klemme, August (1830–1878), deutscher Porträt-, Genre- und Historienmaler
- Klemme, Daniel (* 1991), deutscher Radrennfahrer
- Klemme, Dominic (* 1986), deutscher RadrennfahrerDominic Klemme (* 1986)

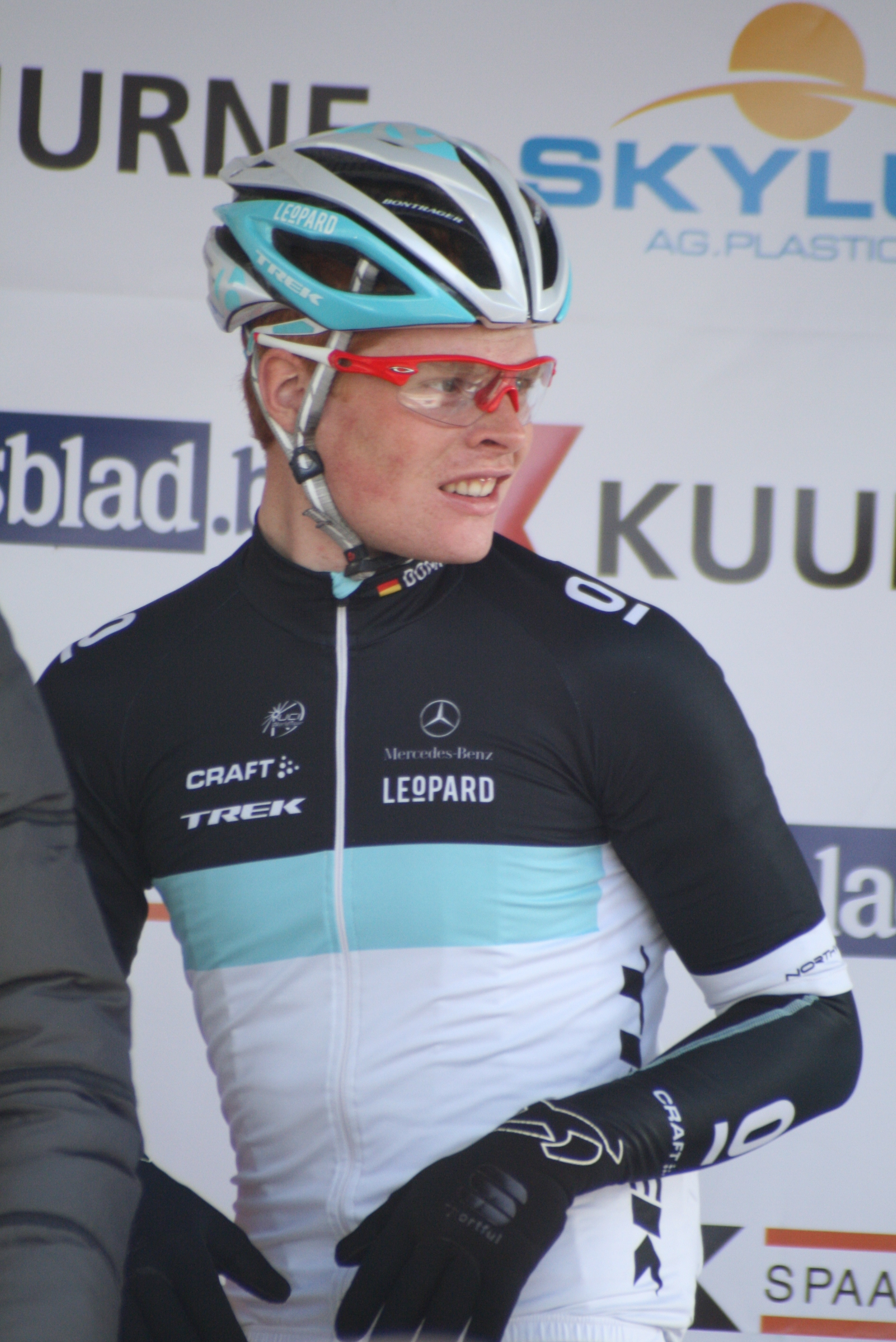
Dominic Klemme (* 1986)

- Klemme, Felix (* 1980), deutscher Diplom-Sportwissenschaftler und Personal Coach
- Klemme, Heiner F. (* 1962), deutscher Philosoph und Hochschullehrer
- Klemme, Heinrich (1920–1992), deutscher Filmkaufmann und Filmproduzent
- Klemme, Holger (* 1952), deutscher Spielerberater und Spielervermittler
- Klemme, Kurt (1890–1965), deutscher Industrieller
- Klemme, Pankratius († 1546), deutscher evangelischer Theologe und Reformator von Danzig
- Klemme, Stanislaus (1857–1935), deutscher Industrieller
- Klemmedson, Linne D. (1894–1963), US-amerikanischer Soldat, Lehrer und Politiker
- Klemmer, Franz (1879–1964), deutscher Maler
- Klemmer, Grover (1921–2015), US-amerikanischer Schiedsrichter im American Football
- Klemmer, Heinz (1921–1988), deutscher Politiker (SPD), MdBB
- Klemmer, John (* 1946), US-amerikanischer Jazzmusiker
- Klemmer, Konrad (1930–2023), deutscher Herpetologe
- Klemmer, Paul (1935–2005), deutscher Ökonom, Professor an der Ruhr-Universität
- Klemmer, Siegrun (* 1939), deutsche Politikerin (SPD), MdB
- Klemmert, Elfriede (1924–2022), deutsche Politikerin (CDU). MdB
- Klemmert, Oskar (1925–2010), deutscher Politiker (CSU), Oberbürgermeister der Stadt Kitzingen
- Klemmt, Alfred (1895–1979), deutscher nationalsozialistischer Philosoph
- Klemmt, Eva Luca (* 1982), deutsche Schauspielerin und Model
- Klemmt, Rolf (* 1938), deutscher Germanist, Autor und literarischer Übersetzer aus dem Finnischen

### Klemo
- Klemola, Arnold R. (1931–2019), US-amerikanischer Astronom
- Klemola, Leea (* 1965), finnische Schauspielerin, Regisseurin und Dramatikerin

### Klemp
- Klemp, Heiner (* 1963), deutscher Politiker (Bündnis 90/Die Grünen), MdL
- Klemp, Klaus (* 1954), deutscher Design- und Kunsthistoriker sowie Ausstellungskurator
- Klemp, Marcus (* 1982), deutscher Para-Ruderer
- Klemp, Paul (1899–1973), deutscher Kapitän und Gauamtsleiter
- Klemp, Pia (* 1983), deutsche Biologin, Kapitänin und Menschenrechts-AktivistinPia Klemp (* 1983)

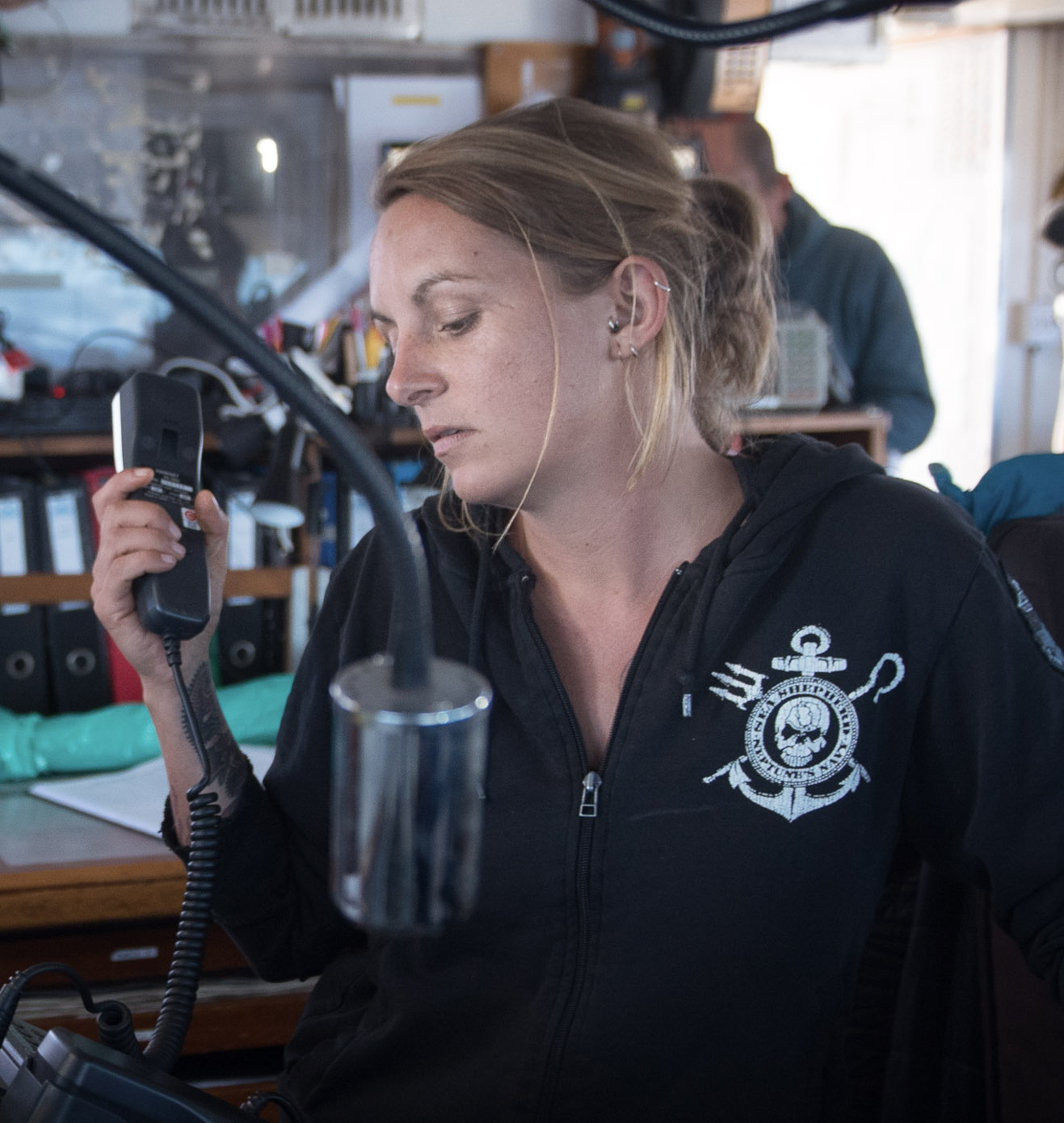
Pia Klemp (* 1983)

- Klemp, Stefan (* 1964), deutscher Historiker und Journalist
- Klempel, Jerzy (1953–2004), polnischer Handballspieler
- Klemperer von Klemenau, Victor (1876–1943), deutscher Bankier
- Klemperer, David (* 1953), deutscher Mediziner
- Klemperer, David (* 1980), deutscher Beachvolleyballspieler
- Klemperer, Edith (1898–1987), österreichisch-US-amerikanische Medizinerin
- Klemperer, Eva (1882–1951), deutsche Konzertpianistin, Organistin, Malerin und literarische Übersetzerin
- Klemperer, Felix (1866–1932), deutscher Mediziner
- Klemperer, Georg (1865–1946), deutscher Internist
- Klemperer, Guttmann Gumpel (1815–1884), böhmischer Rabbiner
- Klemperer, Hadwig (1926–2010), deutsche Philologin
- Klemperer, Klemens von (1916–2012), deutsch-amerikanischer Historiker
- Klemperer, Otto (1885–1973), deutscher Dirigent und Komponist
- Klemperer, Otto (1899–1987), deutsch-britischer Physiker
- Klemperer, Paul (1887–1964), US-amerikanischer Pathologe
- Klemperer, Victor (1881–1960), deutscher Schriftsteller und Literaturwissenschaftler, MdVVictor Klemperer (1881–1960)

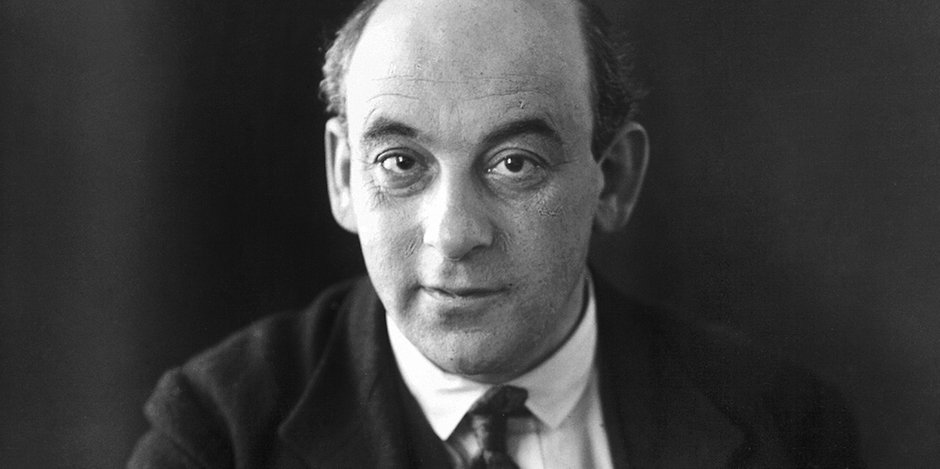
Victor Klemperer (1881–1960)

- Klemperer, Werner (1920–2000), deutsch-amerikanischer Schauspieler und Musiker
- Klemperer, Wilhelm (1839–1912), deutscher Reformrabbiner
- Klemperer, William A. (1927–2017), US-amerikanischer Chemiker
- Klemperer, Wolfgang (1893–1965), Ingenieur und Luftfahrtpionier
- Klempin, Robert (1816–1874), deutscher Historiker
- Klempíř, Jaromír (1944–2016), tschechischer Pianist und Komponist
- Klempnow, Martin (* 1973), deutscher SchauspielerMartin Klempnow (* 1973)

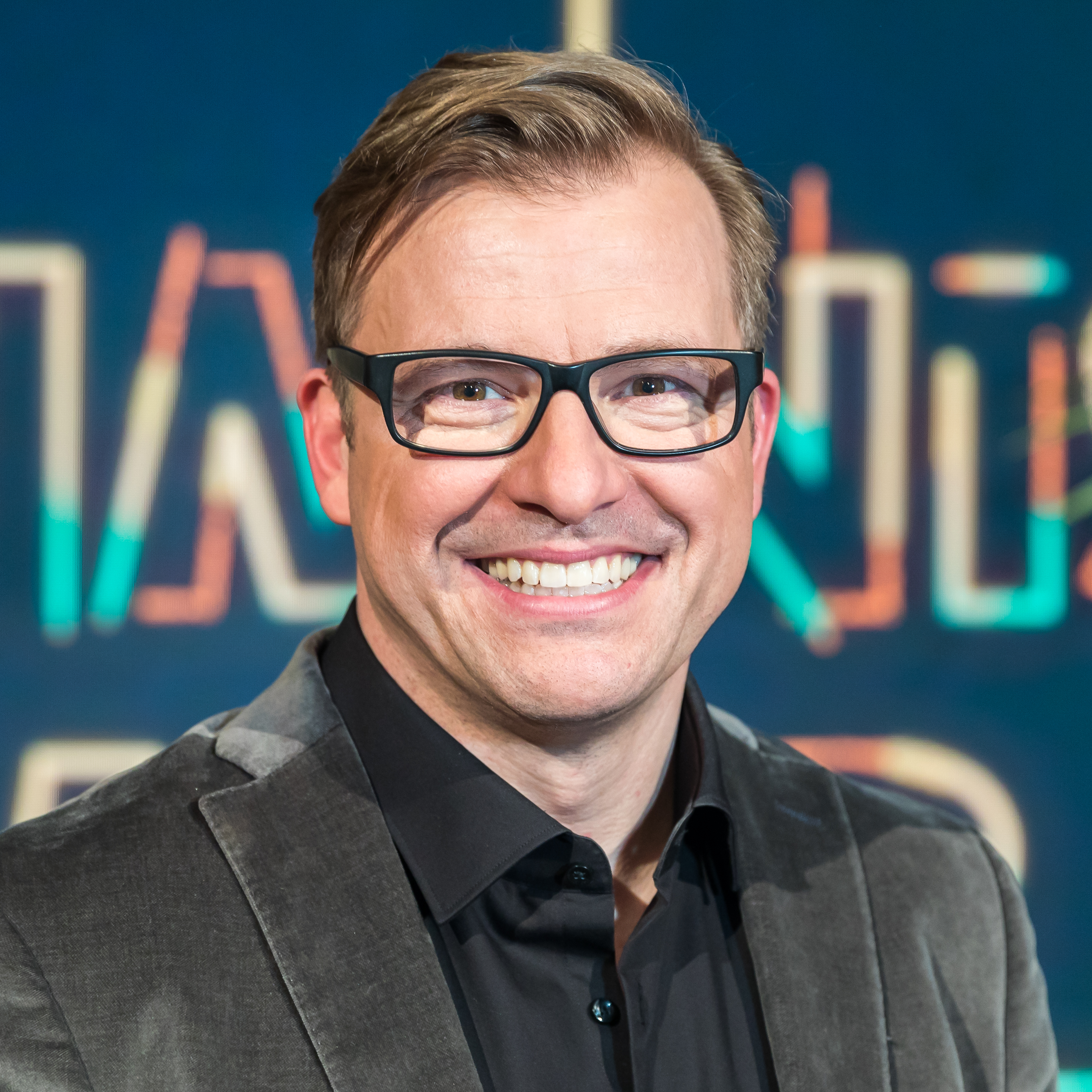
Martin Klempnow (* 1973)

- Klemptzen, Nicolaus von († 1552), deutscher Landrentmeister und Historiker

### Klems
- Klems, Johann Bernhard (1812–1872), deutscher Klavierbauer
- Klems, Nils (* 1988), deutscher Futsalspieler
- Klemstein, Friedrich (1893–1945), deutscher Arbeitersportler, Kommunist und Widerstandskämpfer

### Klemt
- Klemt, Arthur (1913–1985), deutscher Unternehmer und Erfinder
- Klemt, Arthur (* 1951), deutscher Erfinder
- Klemt, Arthur (* 1967), österreichischer Schauspieler
- Klemt, Eva (* 1974), österreichische Schauspielerin
- Klemt, Henry-Martin (* 1960), deutscher Schriftsteller, Lyriker und Journalist
- Klemt, Peter, Toningenieur
- Klemt-Albert, Katharina, deutsche Diplom-Ingenieurin auf dem Gebiet des Bauingenieurwesens

### Klemu
- Klemun, Marianne (* 1955), österreichische Historikerin und außerordentliche Universitätsprofessorin